# Zeitlofs
Zeitlofs település Németországban, azon belül Bajorországban. Lakosainak száma 2030 fő (2023. december 31.). Zeitlofs Wartmannsroth, Bad Brückenau és Oberleichtersbach községekkel határos.

## Népesség
A település népessége az elmúlt években az alábbi módon változott:
| Lakosok száma | 789  | 820  | 675  | 2114 | 2088 | 2069 | 2062 | 2038 | 2038 | 2030 |
|               | 1875 | 1950 | 1975 | 1987 | 2012 | 2014 | 2016 | 2017 | 2021 | 2023 |